# Goliath GD 750
Der Goliath GD 750 war ein dreirädriger Kleintransporter des Borgward-Konzerns, den das Goliath-Werk in Bremen von April 1949 bis 1955 in unterschiedlichen Versionen baute. Zu Beginn der 1950er Jahre erfreute sich der preiswerte Transporter vor allem bei kleinen Handwerksbetrieben großer Beliebtheit, der Kaufpreis für den Pritschenwagen lag 1949 bei 3600 DM. Insgesamt wurden 30.093 GD 750 gebaut. Die Zahl 750 in der Typbezeichnung bezog sich auf die maximale Nutzlast von 750 kg.

## Technik
Der GD 750  hatte einen wassergekühlten Zweizylinder-Zweitaktmotor, 396 cm³ (Bohrung 60 mm, Hub 70 mm), 13 PS bei 4000/min (Angaben in Werksunterlagen variieren von 13 bis 14,5 PS), 50–55 km/h, ein nicht synchronisiertes Vierganggetriebe, Antrieb mit Kardanwelle auf die Hinterachse, im Gegensatz zu den frontgetriebenen „Tempo“-Dreirädern. Wahlweise und gegen einen Aufpreis von 75 DM war ein luftgekühlter 494-cm³-Motor (Bohrung 67 mm, Hub 70 mm) mit 16 PS, 50–55 km/h, erhältlich. Beide Motoren waren jeweils hinter dem Vorderrad eingebaut. Im Gegensatz zu den in den Vorkriegsmodellen F 200 und F 400 vorwiegend eingebauten ILO-Motoren waren die Motoren des GD 750 Eigenkonstruktionen aus dem Ingenieurbüro INKA (Ingenieur-Konstruktions-Arbeitsgemeinschaft) von August Momberger.
Der Wagen hatte einen U-Profil-Pressstahlrahmen in V-Form; das Vorderrad war an einer geschobenen Einarmschwinge mit Viertelelliptikfeder aufgehängt, hinten war es eine Starrachse mit Halbelliptikblattfedern. Die Bremse wurde mechanisch betätigt, ab Baujahr 1953 hydraulisch. Das Fahrgestell war je nach Aufbau mit unterschiedlichen Pritschen oder Kasten mit einem Radstand von 2950 oder 3350 mm und einer Spurweite von 1400 oder 1600 mm verfügbar. Die Länge des GD 750 betrug 4410, 4660 oder 5160 mm, die Breite 1720, 1770, 1929 oder 2020 mm, die Höhe 1650 mm.

## Aufbauten
Die meisten Fahrzeuge wurden als Pritsche ausgeführt. Neben Kasten- und Kofferaufbau gab es ferner zahlreiche Sonderaufbauten, z. B. als Viehtransporter oder als Verkaufswagen. Insgesamt wurden 26 verschiedene Varianten angeboten. Das Leergewicht lag zwischen 695 und 810 kg, das zulässige Gesamtgewicht zwischen 1455 und 1750 kg, je nach Aufbau. Preise 1950: kleinste Hochladerpritsche 3475 DM, Kombiwagen 4300 DM; der „Spezialwagen für Viehtransport“ kostete 4805 DM; Heizung 65 DM, hydraulische Bremsen 115 DM.

Goliath GD 750
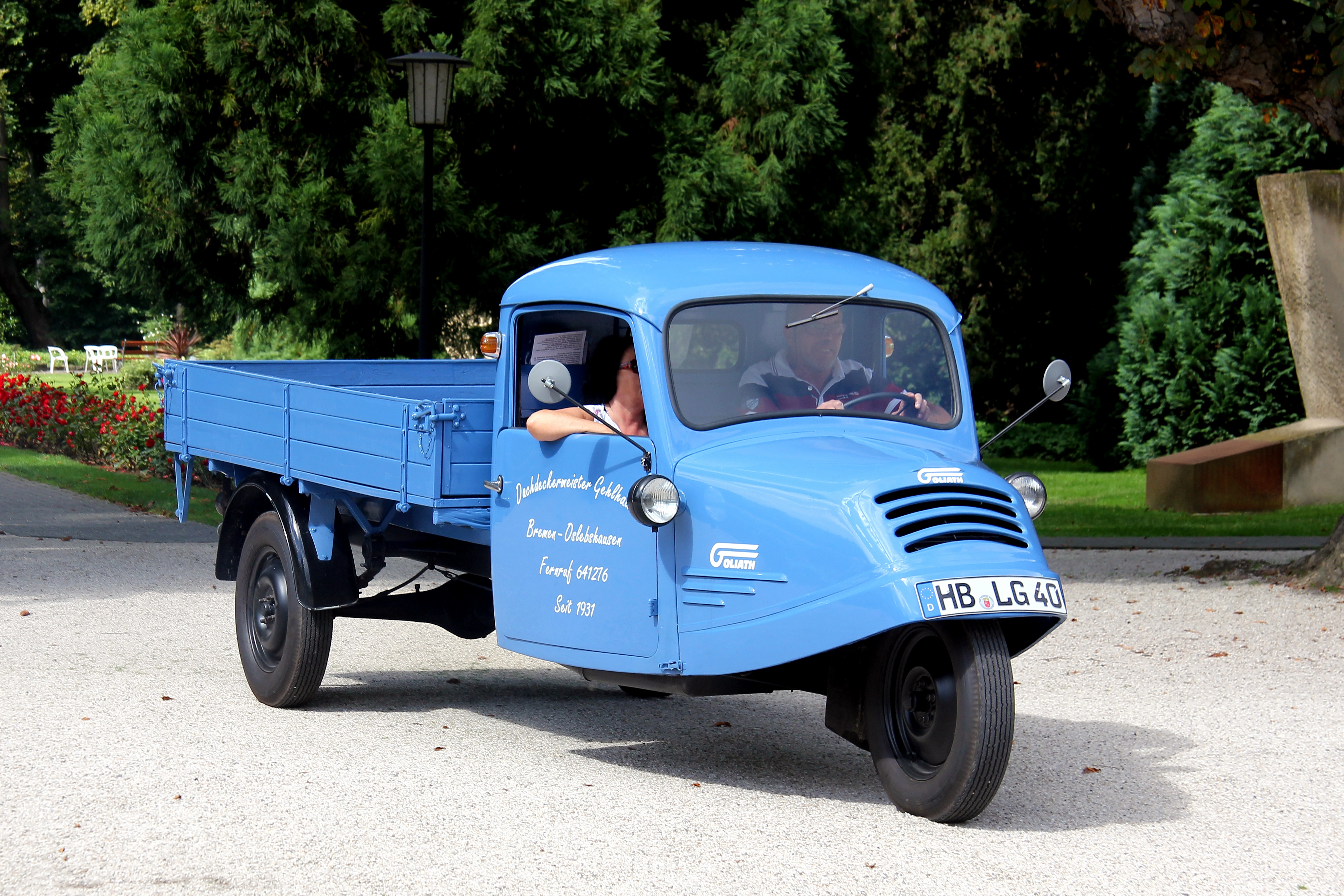
Pritschenwagen
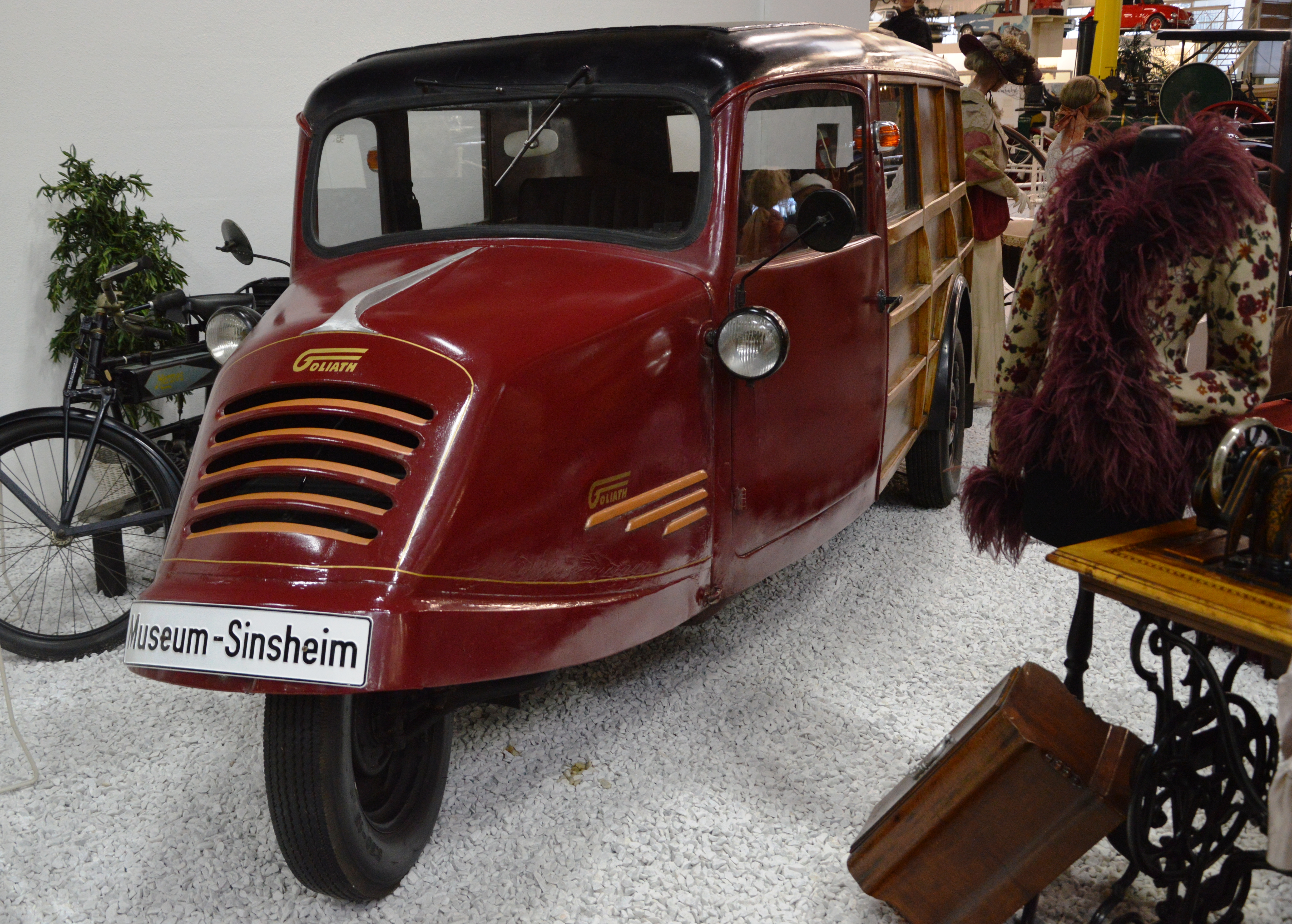
Holzaufbau „Woody“
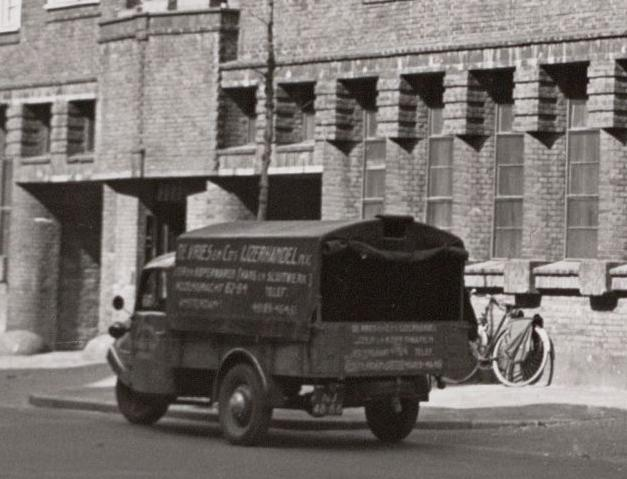
GD 750 im Alltagseinsatz

## Werbung für den Goliath GD 750
Die Werbung für den Goliath-Dreiradwagen war deutlich gegen den Konkurrenten „Tempo“ gerichtet. In den Werbeanzeigen wurde insbesondere der Hinterachsantrieb herausgestellt. Es hieß zum Beispiel: „Der zuverlässige Hinterachs-Antrieb schafft jede Steigung auch bei Schnee und Straßenglätte spielend“ oder „Goliath mit Hinterachsantrieb, der wirtschaftliche 3/4-Tonner mit den Fahreigenschaften eines Vierradwagens“. Um die Qualität des Dreirad-Fahrwerks zu beweisen, baute Goliath ein Weltrekordfahrzeug mit den Fahrwerkselementen des GD 750, dem Pkw-Motor des Goliath GP 700 und einer Stromlinienkarosserie aus Aluminium, das im August 1951 in Montlhéry eine Durchschnittsgeschwindigkeit von 155 km/h über zwei Stunden erreichte und 38 Weltrekorde brach. Der Erfolg brachte Goliath Aufmerksamkeit in vielen großen Tageszeitungen und dadurch kostenlose Werbung. Beim Versuch, die Leistung zu übertreffen, verunglückte der Goliath-Werksfahrer Hugo Steiner auf dem Hockenheimring tödlich, woraufhin die Rekordversuche mit Transportertechnologie eingestellt wurden.
Parallel produziert wurde der Transporter Goliath GV 800.

## Mitbewerber
- Agira Lastenroller Triro
- Tempo Boy
- Piaggio Ape
- Innocenti Lambretta FD
- Glas Goggo 200 Lastenroller, ohne Kabine (1954–1955)